# Ferrari 412T
Ferrari 412T - гоночний болід із відкритими колесами класу Формула1,який виготовлявся для участі у світовоиу чемпіонаті за команду Scuderia Ferrari сезону 1994 року,а його модифікація 412T1В брала участь і у сезоні 1995 року.

Ferrari 412T
| Ferrari 412T / 412T1B / 412T2 | |
| ----------------------------- | --- |
| Клас                          | болід Формула1                                                                                                  |
| Виробник                      | Scuderia Ferrari                                                                                                |
| Гол.конструктори              | (Бр.)Дж.Барнард,(Авс.)Г.Брюнер                                                                                  |
| Технічні характеристики       | |
| Шасі                          | монокок із Фіброкарбону і композитних сотових структур                                                          |
| Підвіска(передня)             | подвійні трикутні важелі,із штовхаючими штангами,керована пружинами і амортизаторами                            |
| Підвіска(задня)               | подвійні трикутні важелі із сталі з рокерними важелями штовхаючими штангами,керована пружинами і амортизаторами |
| Двигун                        | Ferrari 1994: 043 (F4 A-94) - 3.5 л., 750 к.с.; 1995: 044/1 - 3.0 л., 750 к.с., V12 (65°)                       |
| Компонування                  | атмосферний,середньорозташований                                                                                |
| Трансмісія                    | Ferrari 6/7-ст.+задня,повздовжна напівавтомат                                                                   |
| Вага                          | 505-525кг.(включаючи пілота і необхідні рідини)                                                                 |
| Пальне                        | Agip |
| Шини                          | Goodyear |
| Диски                         | BBS (передні і задні 13")                                                                                       |
| Історія виступів              | |
| Команда                       | Scuderia Ferrari SpA                                                                                            |
| Пілоти                        | (Фр.)Ж.Алезі,(Іт.)М.Ларіні,(Авс.)Г.Бергер                                                                       |
| Дебют                         | Гран Прі Бразилії 1994                                                                                          |

Історія виступів
| Участь в перегонах | Перемоги | Поули | Найшвидші кола |
| ------------------ | -------- | ----- | -------------- |
| 33                 | 2        | 4     | 3              |

## Історія
Конструкція автомобіля розроблялася у концепції простоти і економічності.На болід встановлювали V - подібний 12-циліндровий двигун Ferrari 3.5L (1994 року) і 3.0L (1995 року).Коробка перемикання передач встановлювалася поперечно, для покращення рівноваги між осями, а "Т" в назві боліду означало "Transverse" - поперечний, тобто спосіб компонування КПП.Характерними особливостями кузова були бокові понтони складної форми, а також заокруглений конусоподібний носовий обтікач, який покращував аеродинамічні властивості гоночного боліда.
Впродовж двох років автомобіль постійно вдосконалювали, змінювалися понтони, крила.Спочатку носова частина автомобіля була трішки припіднята вгору, але в ході постійних доопрацювань, припіднятий "ніс" замінили на низькорозташований на сезон 1995 року - 412T1В.
412T вивела Ferrari на віру дорогу розвитку після декількох вібдверто слабких сезонів на початку 90-х.Герхард Бергер і Жан Алезі підтвердили конкурентоздатність нового боліду вже на перших Гран Прі.В результаті за два сезони, пілоти Скуддерії декілька разів піднімалися на подіум і 4-ма поулами. Автомобіль був доволі міцним і швидким, та пілотам постійно не щастило, тому Бергер і Алезі за два роки здобули лише дві перемоги відповідно на Гран Прі Німеччини 1994 і Гран Прі Канади 1995.
В сезоні 1996 року Алезі і Бергер перейшли в Benetton, а на їхнє місце прийшов Міхаель Шумахер і Енді Ірвайн.Шумахер випробував 412T2 і заявив опісля, що болід "достатньо хороший, щоб виграти чемпіоннат світу".